# Alpiner Skiweltcup 2021/22
Der Alpine Skiweltcup 2021/22 begann am 23. Oktober 2021 und endete am 20. März 2022. Der Weltcupauftakt wurde traditionellerweise in Sölden (Österreich) ausgetragen. Während der Olympischen Winterspiele 2022 vom 4. bis 20. Februar 2022 in Peking (China) wurde die Weltcupsaison unterbrochen. Das Weltcupfinale fand vom 16. bis 20. März 2022 in Courchevel und Méribel (Frankreich) statt. Auf dem Programm standen 37 Rennen an 18 Orten bei den Herren, 37 Rennen an 18 Orten bei den Damen sowie ein Mixed-Wettbewerb.

## Weltcupwertungen

### Gesamt
| Rang | Name                    | Punkte |
| ---- | ----------------------- | ------ |
| 01.  | Marco Odermatt          | 1639   |
| 02.  | Aleksander Aamodt Kilde | 1172   |
| 03.  | Henrik Kristoffersen    | 0954   |
| 04.  | Matthias Mayer          | 0880   |
| 05.  | Vincent Kriechmayr      | 0840   |
| 06.  | Beat Feuz               | 0820   |
| 07.  | Manuel Feller           | 0687   |
| 08.  | Dominik Paris           | 0680   |
| 09.  | Lucas Braathen          | 0655   |
| 10.  | Alexis Pinturault       | 0603   |
| 11.  | Loïc Meillard           | 0578   |
| 12.  | Atle Lie McGrath        | 0534   |
| 13.  | Niels Hintermann        | 0492   |
| 14.  | James Crawford          | 0396   |
| 15.  | Ryan Cochran-Siegle     | 0385   |
| 16.  | Gino Caviezel           | 0366   |
| 17.  | Justin Murisier         | 0360   |
| 18.  | Daniel Hemetsberger     | 0346   |
| 19.  | Johan Clarey            | 0342   |
| 20.  | Travis Ganong           | 0341   |
| 21.  | Linus Straßer           | 0329   |
| 22.  | Marco Schwarz           | 0327   |
| 23.  | Filip Zubčić            | 0310   |
| 24.  | Daniel Yule             | 0283   |
| 25.  | Stefan Brennsteiner     | 0277   |
| 26.  | Max Franz               | 0275   |
| 27.  | Luca De Aliprandini     | 0273   |
| 28.  | Daniel Danklmaier       | 0269   |
| 29.  | Stefan Rogentin         | 0265   |
| 30.  | Dave Ryding             | 0262   |
| 31.  | Clément Noël            | 0257   |
| 32.  | Sebastian Foss Solevåg  | 0252   |
| 33.  | Erik Read               | 0249   |
| 34.  | Johannes Strolz         | 0245   |
| 35.  | Alex Vinatzer           | 0229   |
| 35.  | Romed Baumann           | 0229   |
| 37.  | Žan Kranjec             | 0219   |
| 38.  | Bryce Bennett           | 0212   |
| 39.  | Alexander Schmid        | 0211   |
| 39.  | Matthieu Bailet         | 0211   |
| 41.  | Raphael Haaser          | 0210   |
| 42.  | Christof Innerhofer     | 0209   |
| 43.  | Tommaso Sala            | 0206   |
| 44.  | Giuliano Razzoli        | 0204   |
| 45.  | Otmar Striedinger       | 0203   |
| 46.  | Andreas Sander          | 0197   |
| 46.  | Mathieu Faivre          | 0197   |
| 48.  | Josef Ferstl            | 0192   |
| 49.  | Timon Haugan            | 0187   |
| 50.  | Michael Matt            | 0181   |
| 51.  | Matteo Marsaglia        | 0173   |
| 52.  | Kristoffer Jakobsen     | 0160   |
| 53.  | Trevor Philp            | 0156   |

| Rang | Name                          | Punkte |
| ---- | ----------------------------- | ------ |
| 54.  | Joaquim Salarich              | 152    |
| 55.  | Dominik Schwaiger             | 148    |
| 55.  | Mattia Casse                  | 148    |
| 57.  | Albert Popow                  | 147    |
| 57.  | River Radamus                 | 147    |
| 59.  | Blaise Giezendanner           | 140    |
| 60.  | Martin Čater                  | 136    |
| 61.  | Dominik Raschner              | 134    |
| 62.  | Luke Winters                  | 129    |
| 63.  | Patrick Feurstein             | 127    |
| 64.  | Luca Aerni                    | 125    |
| 64.  | Adrian Smiseth Sejersted      | 125    |
| 66.  | Ramon Zenhäusern              | 118    |
| 67.  | Simon Jocher                  | 116    |
| 68.  | Cameron Alexander             | 115    |
| 69.  | Rasmus Windingstad            | 114    |
| 70.  | Fabio Gstrein                 | 113    |
| 71.  | Christian Hirschbühl          | 110    |
| 72.  | Boštjan Kline                 | 100    |
| 73.  | Simon Maurberger              | 096    |
| 74.  | Broderick Thompson            | 091    |
| 74.  | Nils Allègre                  | 091    |
| 76.  | Armand Marchant               | 086    |
| 76.  | Maxence Muzaton               | 086    |
| 78.  | Alexander Choroschilow        | 082    |
| 79.  | Roland Leitinger              | 080    |
| 80.  | Victor Muffat-Jeandet         | 079    |
| 81.  | Urs Kryenbühl                 | 071    |
| 82.  | Marc Rochat                   | 070    |
| 83.  | Guglielmo Bosca               | 069    |
| 84.  | Christian Walder              | 067    |
| 85.  | Jared Goldberg                | 066    |
| 85.  | Steven Nyman                  | 066    |
| 87.  | Thibaut Favrot                | 064    |
| 88.  | Stefan Babinsky               | 063    |
| 89.  | Tanguy Nef                    | 062    |
| 90.  | Istok Rodeš                   | 060    |
| 91.  | Brodie Seger                  | 059    |
| 92.  | Cyprien Sarrazin              | 057    |
| 93.  | Giovanni Borsotti             | 056    |
| 94.  | Julian Rauchfuss              | 055    |
| 94.  | Samuel Kolega                 | 055    |
| 96.  | Jeffrey Read                  | 045    |
| 96.  | Stefano Gross                 | 045    |
| 98.  | Štefan Hadalin                | 044    |
| 99.  | Marc Digruber                 | 042    |
| 99.  | Miha Hrobat                   | 042    |
| 99.  | Leif Kristian Nestvold-Haugen | 042    |
| 99.  | Gilles Roulin                 | 042    |
| 103. | Manfred Mölgg                 | 041    |
| 104. | Adrian Pertl                  | 040    |
| 104. | Thomas Tumler                 | 040    |

| Rang | Name                   | Punkte |
| ---- | ---------------------- | ------ |
| 106. | Yōhei Koyama           | 37     |
| 107. | Fabian Wilkens Solheim | 36     |
| 108. | Daniele Sette          | 35     |
| 109. | Charlie Raposo         | 33     |
| 110. | Kjetil Jansrud         | 31     |
| 110. | Mattias Rönngren       | 31     |
| 112. | Matej Vidović          | 30     |
| 113. | Alexander Steen Olsen  | 26     |
| 114. | Anton Tremmel          | 25     |
| 114. | Ralph Weber            | 25     |
| 116. | Carlo Janka            | 24     |
| 117. | Felix Monsén           | 23     |
| 117. | Alex Hofer             | 23     |
| 119. | Filippo Della Vite     | 21     |
| 120. | Yannick Chabloz        | 20     |
| 120. | Adam Žampa             | 20     |
| 122. | Benjamin Ritchie       | 19     |
| 123. | Nicolò Molteni         | 18     |
| 123. | Cédric Noger           | 18     |
| 125. | Reto Schmidiger        | 16     |
| 126. | Stefan Luitz           | 14     |
| 126. | Steven Amiez           | 14     |
| 126. | Fadri Janutin          | 14     |
| 126. | Joan Verdu             | 14     |
| 130. | Billy Major            | 13     |
| 130. | Riccardo Tonetti       | 13     |
| 132. | Kamen Slatkow          | 12     |
| 133. | Roy Piccard            | 11     |
| 134. | Sandro Simonet         | 10     |
| 135. | Riley Seger            | 09     |
| 135. | Tommy Ford             | 09     |
| 135. | Alexander Andrijenko   | 09     |
| 138. | Hannes Zingerle        | 08     |
| 138. | Andreas Žampa          | 08     |
| 138. | Sam Alphand            | 08     |
| 138. | David Ketterer         | 08     |
| 138. | Giovanni Franzoni      | 08     |
| 138. | Pietro Zazzi           | 08     |
| 144. | Lars Rösti             | 07     |
| 145. | Juan Del Campo         | 06     |
| 145. | Thomas Dorner          | 06     |
| 145. | Laurie Taylor          | 06     |
| 145. | Ivan Kuzsnezow         | 06     |
| 145. | Fabian Gratz           | 06     |
| 150. | Alexis Monney          | 05     |
| 150. | Anton Grammel          | 05     |
| 152. | Seigo Katō             | 04     |
| 153. | Maarten Meiners        | 03     |
| 153. | Andrej Drukarov        | 03     |
| 155. | Samu Torsti            | 02     |
| 155. | Brian McLaughlin       | 02     |
| 157. | Nicolas Raffort        | 01     |

| Rang | Name                    | Punkte |
| ---- | ----------------------- | ------ |
| 01.  | Mikaela Shiffrin        | 1493   |
| 02.  | Petra Vlhová            | 1309   |
| 03.  | Federica Brignone       | 1055   |
| 04.  | Ragnhild Mowinckel      | 0880   |
| 05.  | Michelle Gisin          | 0874   |
| 06.  | Sofia Goggia            | 0873   |
| 07.  | Sara Hector             | 0760   |
| 08.  | Tessa Worley            | 0747   |
| 09.  | Corinne Suter           | 0697   |
| 10.  | Marta Bassino           | 0673   |
| 11.  | Lara Gut-Behrami        | 0664   |
| 12.  | Ramona Siebenhofer      | 0636   |
| 13.  | Elena Curtoni           | 0585   |
| 14.  | Wendy Holdener          | 0513   |
| 15.  | Katharina Liensberger   | 0511   |
| 16.  | Mirjam Puchner          | 0502   |
| 17.  | Lena Dürr               | 0473   |
| 18.  | Romane Miradoli         | 0444   |
| 19.  | Ester Ledecká           | 0443   |
| 20.  | Katharina Truppe        | 0433   |
| 21.  | Cornelia Hütter         | 0399   |
| 21.  | Tamara Tippler          | 0399   |
| 23.  | Andreja Slokar          | 0383   |
| 24.  | Joana Hählen            | 0378   |
| 25.  | Ana Bucik               | 0376   |
| 26.  | Jasmine Flury           | 0352   |
| 27.  | Kira Weidle             | 0343   |
| 28.  | Breezy Johnson          | 0322   |
| 29.  | Priska Nufer            | 0304   |
| 30.  | Mina Fürst Holtmann     | 0287   |
| 31.  | Christine Scheyer       | 0284   |
| 32.  | Ariane Rädler           | 0277   |
| 33.  | Maryna Gąsienica-Daniel | 0266   |
| 34.  | Nadia Delago            | 0264   |
| 35.  | Thea Louise Stjernesund | 0256   |
| 36.  | Marie-Michèle Gagnon    | 0248   |
| 37.  | Laura Gauché            | 0238   |
| 38.  | Camille Rast            | 0231   |
| 39.  | Paula Moltzan           | 0223   |
| 40.  | Maria Therese Tviberg   | 0217   |
| 41.  | Anna Swenn-Larsson      | 0208   |
| 42.  | Katharina Huber         | 0194   |
| 43.  | Coralie Frasse Sombet   | 0193   |

| Rang | Name                  | Punkte |
| ---- | --------------------- | ------ |
| 44.  | Alice Robinson        | 177    |
| 45.  | Ali Nullmeyer         | 175    |
| 46.  | Stephanie Venier      | 170    |
| 47.  | Nadine Fest           | 167    |
| 48.  | Ricarda Haaser        | 166    |
| 49.  | Valérie Grenier       | 159    |
| 50.  | Elisabeth Reisinger   | 151    |
| 51.  | Leona Popović         | 146    |
| 52.  | Laurence St-Germain   | 139    |
| 53.  | Nicol Delago          | 138    |
| 53.  | Ilka Štuhec           | 138    |
| 55.  | Meta Hrovat           | 131    |
| 56.  | Katharina Gallhuber   | 125    |
| 57.  | Martina Dubovská      | 124    |
| 58.  | Stephanie Brunner     | 105    |
| 59.  | Amelia Smart          | 104    |
| 60.  | Francesca Marsaglia   | 101    |
| 61.  | Erin Mielzynski       | 100    |
| 62.  | Nastasia Noens        | 098    |
| 63.  | Chiara Mair           | 096    |
| 64.  | Andrea Ellenberger    | 091    |
| 65.  | Tina Robnik           | 089    |
| 66.  | Jasmina Suter         | 082    |
| 67.  | Simone Wild           | 081    |
| 68.  | Nina O’Brien          | 080    |
| 69.  | Franziska Gritsch     | 073    |
| 69.  | Noémie Kolly          | 073    |
| 71.  | Emma Aicher           | 071    |
| 71.  | Julija Pleschkowa     | 071    |
| 73.  | Charlie Guest         | 068    |
| 74.  | Kristin Lysdahl       | 066    |
| 75.  | Tiffany Gauthier      | 065    |
| 76.  | Karoline Pichler      | 059    |
| 77.  | Roberta Melesi        | 058    |
| 78.  | Charlotta Säfvenberg  | 055    |
| 79.  | Estelle Alphand       | 054    |
| 80.  | Neja Dvornik          | 052    |
| 81.  | Zrinka Ljutić         | 050    |
| 82.  | Jacqueline Wiles      | 044    |
| 83.  | Elisa Mörzinger       | 043    |
| 83.  | Marie-Therese Sporer  | 043    |
| 85.  | Marte Monsen          | 040    |
| 86.  | Hanna Aronsson Elfman | 036    |

| Rang | Name                   | Punkte |
| ---- | ---------------------- | ------ |
| 087. | Jessica Hilzinger      | 35     |
| 088. | Isabella Wright        | 34     |
| 089. | A J Hurt               | 32     |
| 089. | Mélanie Meillard       | 32     |
| 091. | Clara Direz            | 30     |
| 092. | Vivianne Härri         | 29     |
| 092. | Sabrina Maier          | 29     |
| 092. | Elvedina Muzaferija    | 29     |
| 095. | Camille Cerutti        | 28     |
| 096. | Aline Danioth          | 27     |
| 096. | Roni Remme             | 27     |
| 098. | Andrea Filser          | 26     |
| 098. | Lisa Hörnblad          | 26     |
| 100. | Vanessa Kasper         | 25     |
| 100. | Martina Peterlini      | 25     |
| 100. | Rosa Pohjolainen       | 25     |
| 103. | Maruša Ferk Saioni     | 24     |
| 103. | Elsa Fermbäck          | 24     |
| 105. | Stephanie Jenal        | 21     |
| 106. | Alex Tilley            | 20     |
| 106. | Alix Wilkinson         | 20     |
| 108. | Keely Cashman          | 17     |
| 109. | Nicole Schmidhofer     | 16     |
| 109. | Elena Stoffel          | 16     |
| 111. | Nicole Good            | 14     |
| 112. | Magdalena Łuczak       | 11     |
| 112. | Maryja Schkanawa       | 11     |
| 114. | Britt Richardson       | 09     |
| 115. | Anita Gulli            | 08     |
| 115. | Jekaterina Tkatschenko | 08     |
| 117. | Asa Andō               | 07     |
| 118. | Vanessa Nussbaumer     | 06     |
| 118. | Tifany Roux            | 06     |
| 120. | Moa Boström Müssener   | 05     |
| 121. | Kenza Lacheb           | 04     |
| 121. | Sakurako Mukōgawa      | 04     |
| 123. | Katie Hensien          | 03     |
| 123. | Adriana Jelinkova      | 03     |
| 123. | Riikka Honkanen        | 03     |
| 123. | Marlene Schmotz        | 03     |
| 127. | Hilma Lövblom          | 02     |
| 128. | Delia Durrer           | 01     |
| 128. | Jonna Luthman          | 01     |

### Abfahrt
| Rang | Athlet                  | Punkte |
| ---- | ----------------------- | ------ |
| 1    | Aleksander Aamodt Kilde | 620    |
| 2    | Beat Feuz               | 607    |
| 3    | Dominik Paris           | 522    |
| 4    | Marco Odermatt          | 517    |
| 5    | Matthias Mayer          | 508    |
| 6    | Vincent Kriechmayr      | 465    |
| 7    | Niels Hintermann        | 432    |
| 8    | Daniel Hemetsberger     | 346    |
| 8    | Johan Clarey            | 301    |
| 10   | Ryan Cochran-Siegle     | 230    |
| 11   | Travis Ganong           | 211    |
| 12   | Bryce Bennett           | 206    |
| 13   | Otmar Striedinger       | 202    |
| 14   | Max Franz               | 195    |
| 15   | Daniel Danklmaier       | 181    |
| 16   | James Crawford          | 170    |
| 17   | Matteo Marsaglia        | 148    |
| 17   | Dominik Schwaiger       | 148    |
| 19   | Romed Baumann           | 137    |
| 20   | Christof Innerhofer     | 132    |
| 21   | Cameron Alexander       | 115    |
| 22   | Josef Ferstl            | 106    |
| 23   | Martin Čater            | 104    |
| 24   | Boštjan Kline           | 95     |
| 25   | Stefan Rogentin         | 92     |

| Rang | Athletin             | Punkte |
| ---- | -------------------- | ------ |
| 1    | Sofia Goggia         | 504    |
| 2    | Corinne Suter        | 407    |
| 3    | Ester Ledecká        | 339    |
| 4    | Ramona Siebenhofer   | 331    |
| 5    | Mirjam Puchner       | 296    |
| 6    | Ragnhild Mowinckel   | 274    |
| 7    | Priska Nufer         | 257    |
| 8    | Nadia Delago         | 246    |
| 9    | Breezy Johnson       | 240    |
| 10   | Christine Scheyer    | 237    |
| 11   | Kira Weidle          | 224    |
| 12   | Cornelia Hütter      | 221    |
| 13   | Joana Hählen         | 219    |
| 14   | Federica Brignone    | 209    |
| 15   | Lara Gut-Behrami     | 208    |
| 16   | Michelle Gisin       | 184    |
| 17   | Jasmine Flury        | 179    |
| 18   | Marie-Michèle Gagnon | 177    |
| 19   | Elena Curtoni        | 168    |
| 20   | Romane Miradoli      | 149    |
| 21   | Ilka Štuhec          | 138    |
| 22   | Stephanie Venier     | 129    |
| 23   | Ariane Rädler        | 114    |
| 23   | Tamara Tippler       | 114    |
| 25   | Elisabeth Reisinger  | 111    |

### Super-G
| Rang | Athlet                   | Punkte |
| ---- | ------------------------ | ------ |
| 1    | Aleksander Aamodt Kilde  | 530    |
| 2    | Marco Odermatt           | 402    |
| 3    | Vincent Kriechmayr       | 375    |
| 4    | Matthias Mayer           | 372    |
| 5    | James Crawford           | 226    |
| 6    | Beat Feuz                | 213    |
| 7    | Stefan Rogentin          | 173    |
| 8    | Raphael Haaser           | 170    |
| 9    | Dominik Paris            | 158    |
| 10   | Ryan Cochran-Siegle      | 151    |
| 11   | Gino Caviezel            | 139    |
| 12   | Andreas Sander           | 137    |
| 13   | Matthieu Bailet          | 135    |
| 14   | Travis Ganong            | 130    |
| 15   | Alexis Pinturault        | 120    |
| 16   | Justin Murisier          | 108    |
| 17   | Romed Baumann            | 92     |
| 18   | Adrian Smiseth Sejersted | 90     |
| 19   | Daniel Danklmaier        | 88     |
| 20   | Broderick Thompson       | 87     |
| 21   | Josef Ferstl             | 86     |
| 22   | Max Franz                | 80     |
| 23   | Christof Innerhofer      | 77     |
| 23   | Mattia Casse             | 77     |
| 25   | Blaise Giezendanner      | 69     |

| Rang | Athletin           | Punkte |
| ---- | ------------------ | ------ |
| 1    | Federica Brignone  | 506    |
| 2    | Elena Curtoni      | 392    |
| 3    | Mikaela Shiffrin   | 380    |
| 4    | Ragnhild Mowinckel | 353    |
| 5    | Sofia Goggia       | 332    |
| 6    | Tamara Tippler     | 288    |
| 7    | Lara Gut-Behrami   | 286    |
| 8    | Corinne Suter      | 282    |
| 9    | Romane Miradoli    | 280    |
| 10   | Marta Bassino      | 244    |
| 11   | Mirjam Puchner     | 206    |
| 12   | Michelle Gisin     | 196    |
| 13   | Tessa Worley       | 180    |
| 14   | Cornelia Hütter    | 178    |
| 15   | Jasmine Flury      | 173    |
| 16   | Ramona Siebenhofer | 165    |
| 17   | Ariane Rädler      | 163    |
| 18   | Joana Hählen       | 159    |
| 19   | Laura Gauché       | 152    |
| 20   | Alice Robinson     | 133    |
| 21   | Kira Weidle        | 119    |
| 22   | Ester Ledecká      | 104    |
| 23   | Nadine Fest        | 96     |
| 24   | Breezy Johnson     | 82     |
| 25   | Wendy Holdener     | 76     |

### Riesenslalom
| Rang | Athlet               | Punkte |
| ---- | -------------------- | ------ |
| 1    | Marco Odermatt       | 720    |
| 2    | Henrik Kristoffersen | 453    |
| 3    | Manuel Feller        | 326    |
| 4    | Lucas Braathen       | 308    |
| 5    | Alexis Pinturault    | 300    |
| 6    | Luca De Aliprandini  | 273    |
| 7    | Stefan Brennsteiner  | 253    |
| 8    | Loïc Meillard        | 252    |
| 9    | Justin Murisier      | 246    |
| 10   | Gino Caviezel        | 216    |
| 11   | Žan Kranjec          | 180    |
| 12   | Alexander Schmid     | 175    |
| 13   | Mathieu Faivre       | 172    |
| 14   | Filip Zubčić         | 158    |
| 15   | River Radamus        | 147    |
| 16   | Erik Read            | 129    |
| 17   | Atle Lie McGrath     | 126    |
| 18   | Patrick Feurstein    | 125    |
| 19   | Rasmus Windingstad   | 114    |
| 20   | Marco Schwarz        | 107    |
| 21   | Trevor Philp         | 84     |
| 22   | Roland Leitinger     | 80     |
| 23   | Giovanni Borsotti    | 55     |
| 24   | Thibaut Favrot       | 51     |
| 25   | Raphael Haaser       | 40     |

| Rang | Athletin                | Punkte |
| ---- | ----------------------- | ------ |
| 1    | Tessa Worley            | 567    |
| 2    | Sara Hector             | 540    |
| 3    | Mikaela Shiffrin        | 507    |
| 4    | Petra Vlhová            | 491    |
| 5    | Marta Bassino           | 356    |
| 6    | Federica Brignone       | 316    |
| 7    | Ragnhild Mowinckel      | 253    |
| 8    | Michelle Gisin          | 247    |
| 9    | Maryna Gąsienica-Daniel | 219    |
| 10   | Katharina Truppe        | 203    |
| 11   | Coralie Frasse Sombet   | 167    |
| 12   | Valérie Grenier         | 159    |
| 13   | Lara Gut-Behrami        | 154    |
| 14   | Ramona Siebenhofer      | 140    |
| 15   | Ricarda Haaser          | 127    |
| 16   | Camille Rast            | 119    |
| 17   | Thea Louise Stjernesund | 116    |
| 18   | Maria Therese Tviberg   | 115    |
| 19   | Mina Fürst Holtmann     | 114    |
| 20   | Meta Hrovat             | 110    |
| 21   | Katharina Liensberger   | 104    |
| 22   | Paula Moltzan           | 101    |
| 23   | Ana Bucik               | 99     |
| 24   | Stephanie Brunner       | 76     |
| 25   | Wendy Holdener          | 74     |

### Slalom
| Rang | Athlet                 | Punkte |
| ---- | ---------------------- | ------ |
| 1    | Henrik Kristoffersen   | 451    |
| 2    | Manuel Feller          | 361    |
| 3    | Atle Lie McGrath       | 348    |
| 4    | Lucas Braathen         | 347    |
| 5    | Linus Straßer          | 307    |
| 6    | Daniel Yule            | 283    |
| 6    | Loïc Meillard          | 283    |
| 8    | Dave Ryding            | 262    |
| 9    | Clément Noël           | 257    |
| 10   | Sebastian Foss Solevåg | 252    |
| 11   | Johannes Strolz        | 245    |
| 12   | Marco Schwarz          | 220    |
| 13   | Alex Vinatzer          | 209    |
| 14   | Tommaso Sala           | 206    |
| 15   | Giuliano Razzoli       | 204    |
| 16   | Alexis Pinturault      | 183    |
| 17   | Michael Matt           | 181    |
| 18   | Timon Haugan           | 180    |
| 19   | Kristoffer Jakobsen    | 160    |
| 20   | Joaquim Salarich       | 152    |
| 21   | Albert Popow           | 147    |
| 22   | Filip Zubčić           | 145    |
| 23   | Luke Winters           | 129    |
| 24   | Luca Aerni             | 125    |
| 25   | Ramon Zenhäusern       | 118    |

| Rang | Athletin              | Punkte |
| ---- | --------------------- | ------ |
| 1    | Petra Vlhová          | 770    |
| 2    | Mikaela Shiffrin      | 501    |
| 3    | Lena Dürr             | 437    |
| 4    | Katharina Liensberger | 392    |
| 5    | Wendy Holdener        | 357    |
| 6    | Ana Bucik             | 277    |
| 7    | Michelle Gisin        | 247    |
| 8    | Andreja Slokar        | 225    |
| 9    | Katharina Truppe      | 219    |
| 10   | Anna Swenn-Larsson    | 208    |
| 11   | Ali Nullmeyer         | 175    |
| 11   | Sara Hector           | 175    |
| 13   | Mina Fürst Holtmann   | 173    |
| 14   | Leona Popović         | 146    |
| 15   | Laurence St-Germain   | 139    |
| 16   | Katharina Huber       | 131    |
| 17   | Martina Dubovská      | 124    |
| 18   | Katharina Gallhuber   | 122    |
| 18   | Paula Moltzan         | 122    |
| 20   | Camille Rast          | 106    |
| 21   | Amelia Smart          | 104    |
| 22   | Erin Mielzynski       | 100    |
| 23   | Nastasia Noens        | 98     |
| 24   | Maria Therese Tviberg | 95     |
| 25   | Chiara Mair           | 88     |

### Parallelrennen
| Rang | Athlet               | Punkte |
| ---- | -------------------- | ------ |
| 1    | Christian Hirschbühl | 100    |
| 2    | Dominik Raschner     | 080    |
| 3    | Atle Lie McGrath     | 060    |
| 4    | Henrik Kristoffersen | 050    |
| 5    | Trevor Philp         | 045    |
| 6    | Adrian Pertl         | 040    |
| 7    | Erik Read            | 036    |
| 8    | Štefan Hadalin       | 032    |
| 9    | Julian Rauchfuss     | 029    |
| 10   | Žan Kranjec          | 026    |

| Rang | Athletin                | Punkte |
| ---- | ----------------------- | ------ |
| 1    | Andreja Slokar          | 100    |
| 2    | Thea Louise Stjernesund | 080    |
| 3    | Kristin Lysdahl         | 060    |
| 4    | Marta Bassino           | 050    |
| 5    | Sara Hector             | 045    |
| 6    | Marte Monsen            | 040    |
| 7    | Lena Dürr               | 036    |
| 8    | Tina Robnik             | 032    |
| 9    | Stephanie Brunner       | 029    |
| 10   | Coralie Frasse Sombet   | 026    |

## Podestplatzierungen Herren

### Abfahrt
| Datum      | Ort                | 1. Platz                                                                                 | 2. Platz                                                                                 | 3. Platz                                                                                 | Rotes Trikot            |
| ---------- | ------------------ | ---------------------------------------------------------------------------------------- | ---------------------------------------------------------------------------------------- | ---------------------------------------------------------------------------------------- | ----------------------- |
| 26.11.2021 | Lake Louise (CAN)  | Aufgrund starken Schneefalls abgesagt. Ersatzrennen am 5. Dezember 2021 in Beaver Creek. | Aufgrund starken Schneefalls abgesagt. Ersatzrennen am 5. Dezember 2021 in Beaver Creek. | Aufgrund starken Schneefalls abgesagt. Ersatzrennen am 5. Dezember 2021 in Beaver Creek. |                         |
| 27.11.2021 | Lake Louise (CAN)  | Matthias Mayer                                                                           | Vincent Kriechmayr                                                                       | Beat Feuz                                                                                | Matthias Mayer          |
| 03.12.2021 | Beaver Creek (USA) | Aufgrund von Programmänderungen auf den 4. Dezember 2021 verschoben.                     | Aufgrund von Programmänderungen auf den 4. Dezember 2021 verschoben.                     | Aufgrund von Programmänderungen auf den 4. Dezember 2021 verschoben.                     | Matthias Mayer          |
| 04.12.2021 | Beaver Creek (USA) | Aleksander Aamodt Kilde                                                                  | Matthias Mayer                                                                           | Beat Feuz                                                                                | Matthias Mayer          |
| 05.12.2021 | Beaver Creek (USA) | Aufgrund starken Windes abgesagt. Ersatzrennen am 4. März 2022 in Kvitfjell.             | Aufgrund starken Windes abgesagt. Ersatzrennen am 4. März 2022 in Kvitfjell.             | Aufgrund starken Windes abgesagt. Ersatzrennen am 4. März 2022 in Kvitfjell.             | Matthias Mayer          |
| 18.12.2021 | Gröden (ITA)       | Bryce Bennett                                                                            | Otmar Striedinger                                                                        | Niels Hintermann                                                                         | Matthias Mayer          |
| 28.12.2021 | Bormio (ITA)       | Dominik Paris                                                                            | Marco Odermatt                                                                           | Niels Hintermann                                                                         | Dominik Paris           |
| 14.01.2022 | Wengen (SUI)       | Aleksander Aamodt Kilde                                                                  | Marco Odermatt                                                                           | Beat Feuz                                                                                | Aleksander Aamodt Kilde |
| 15.01.2022 | Wengen (SUI)       | Vincent Kriechmayr                                                                       | Beat Feuz                                                                                | Dominik Paris                                                                            | Dominik Paris           |
| 21.01.2022 | Kitzbühel (AUT)    | Aleksander Aamodt Kilde                                                                  | Johan Clarey                                                                             | Blaise Giezendanner                                                                      | Aleksander Aamodt Kilde |
| 22.01.2022 | Kitzbühel (AUT)    | Aufgrund der Wettervorhersage auf den 23. Januar 2022 verlegt.                           | Aufgrund der Wettervorhersage auf den 23. Januar 2022 verlegt.                           | Aufgrund der Wettervorhersage auf den 23. Januar 2022 verlegt.                           | Aleksander Aamodt Kilde |
| 23.01.2022 | Kitzbühel (AUT)    | Beat Feuz                                                                                | Marco Odermatt                                                                           | Daniel Hemetsberger                                                                      | Aleksander Aamodt Kilde |
| 04.03.2022 | Kvitfjell (NOR)    | Niels Hintermann Cameron Alexander                                                       |                                                                                          | Matthias Mayer                                                                           | Aleksander Aamodt Kilde |
| 05.03.2022 | Kvitfjell (NOR)    | Dominik Paris                                                                            | Aleksander Aamodt Kilde                                                                  | Beat Feuz Niels Hintermann                                                               | Aleksander Aamodt Kilde |
| 16.03.2022 | Courchevel (FRA)   | Vincent Kriechmayr                                                                       | Marco Odermatt                                                                           | Beat Feuz                                                                                | Aleksander Aamodt Kilde |

### Super-G
| Datum      | Ort                | 1. Platz | 2. Platz | 3. Platz | Rotes Trikot            |
| ---------- | ------------------ | --- | --- | --- | ----------------------- |
| 28.11.2021 | Lake Louise (CAN)  | Aufgrund von schlechtem Wetter abgesagt. Ersatzrennen am 30. Dezember 2021 in Bormio.                                              | Aufgrund von schlechtem Wetter abgesagt. Ersatzrennen am 30. Dezember 2021 in Bormio.                                              | Aufgrund von schlechtem Wetter abgesagt. Ersatzrennen am 30. Dezember 2021 in Bormio.                                              |                         |
| 02.12.2021 | Beaver Creek (USA) | Marco Odermatt | Matthias Mayer | Broderick Thompson | Marco Odermatt          |
| 03.12.2021 | Beaver Creek (USA) | Aleksander Aamodt Kilde | Marco Odermatt | Travis Ganong | Marco Odermatt          |
| 04.12.2021 | Beaver Creek (USA) | Aufgrund von Programmänderungen auf den 2. Dezember 2021 verschoben.                                                               | Aufgrund von Programmänderungen auf den 2. Dezember 2021 verschoben.                                                               | Aufgrund von Programmänderungen auf den 2. Dezember 2021 verschoben.                                                               | Marco Odermatt          |
| 05.12.2021 | Beaver Creek (USA) | Aufgrund von Programmänderungen auf den 3. Dezember 2021 verschoben.                                                               | Aufgrund von Programmänderungen auf den 3. Dezember 2021 verschoben.                                                               | Aufgrund von Programmänderungen auf den 3. Dezember 2021 verschoben.                                                               | Marco Odermatt          |
| 17.12.2021 | Gröden (ITA)       | Aleksander Aamodt Kilde | Matthias Mayer | Vincent Kriechmayr | Matthias Mayer          |
| 29.12.2021 | Bormio (ITA)       | Aleksander Aamodt Kilde | Raphael Haaser | Vincent Kriechmayr | Aleksander Aamodt Kilde |
| 30.12.2021 | Bormio (ITA)       | Aufgrund rennuntauglicher Pistenbedingungen durch Regen und hohe Temperaturen abgesagt. Ersatzrennen am 13. Januar 2022 in Wengen. | Aufgrund rennuntauglicher Pistenbedingungen durch Regen und hohe Temperaturen abgesagt. Ersatzrennen am 13. Januar 2022 in Wengen. | Aufgrund rennuntauglicher Pistenbedingungen durch Regen und hohe Temperaturen abgesagt. Ersatzrennen am 13. Januar 2022 in Wengen. | Aleksander Aamodt Kilde |
| 13.01.2022 | Wengen (SUI)       | Marco Odermatt | Aleksander Aamodt Kilde | Matthias Mayer | Aleksander Aamodt Kilde |
| 06.03.2022 | Kvitfjell (NOR)    | Aleksander Aamodt Kilde | James Crawford | Matthias Mayer | Aleksander Aamodt Kilde |
| 17.03.2022 | Courchevel (FRA)   | Vincent Kriechmayr | Marco Odermatt | Gino Caviezel | Aleksander Aamodt Kilde |

### Riesenslalom
| Datum      | Ort                 | 1. Platz             | 2. Platz                      | 3. Platz          | Rotes Trikot   |
| ---------- | ------------------- | -------------------- | ----------------------------- | ----------------- | -------------- |
| 24.10.2021 | Sölden (AUT)        | Marco Odermatt       | Roland Leitinger              | Žan Kranjec       | Marco Odermatt |
| 11.12.2021 | Val-d’Isère (FRA)   | Marco Odermatt       | Alexis Pinturault             | Manuel Feller     | Marco Odermatt |
| 19.12.2021 | Alta Badia (ITA)    | Henrik Kristoffersen | Marco Odermatt                | Manuel Feller     | Marco Odermatt |
| 20.12.2021 | Alta Badia (ITA)    | Marco Odermatt       | Luca De Aliprandini           | Alexander Schmid  | Marco Odermatt |
| 08.01.2022 | Adelboden (SUI)     | Marco Odermatt       | Manuel Feller                 | Alexis Pinturault | Marco Odermatt |
| 12.03.2022 | Kranjska Gora (SLO) | Henrik Kristoffersen | Marco Odermatt Lucas Braathen |                   | Marco Odermatt |
| 13.03.2022 | Kranjska Gora (SLO) | Henrik Kristoffersen | Stefan Brennsteiner           | Marco Odermatt    | Marco Odermatt |
| 19.03.2022 | Méribel (FRA)       | Marco Odermatt       | Lucas Braathen                | Loïc Meillard     | Marco Odermatt |

### Slalom
| Datum      | Ort                          | 1. Platz | 2. Platz | 3. Platz | Rotes Trikot                               |
| ---------- | ---------------------------- | --- | --- | --- | ------------------------------------------ |
| 12.12.2021 | Val-d’Isère (FRA)            | Clément Noël | Kristoffer Jakobsen | Filip Zubčić | Clément Noël                               |
| 22.12.2021 | Madonna di Campiglio (ITA)   | Sebastian Foss Solevåg                                                                                                  | Alexis Pinturault | Kristoffer Jakobsen | Sebastian Foss Solevåg Kristoffer Jakobsen |
| 05.01.2022 | Zagreb (CRO)                 | Aufgrund rennuntauglicher Pistenbedingungen durch hohe Temperaturen abgesagt. Ersatzrennen am 6. Januar 2022 in Zagreb. | Aufgrund rennuntauglicher Pistenbedingungen durch hohe Temperaturen abgesagt. Ersatzrennen am 6. Januar 2022 in Zagreb. | Aufgrund rennuntauglicher Pistenbedingungen durch hohe Temperaturen abgesagt. Ersatzrennen am 6. Januar 2022 in Zagreb. | Sebastian Foss Solevåg Kristoffer Jakobsen |
| 06.01.2022 | Zagreb (CRO)                 | Aufgrund rennuntauglicher Pistenbedingungen nach 19 Läufern abgebrochen, Ersatzrennen am 9. März in Flachau.            | Aufgrund rennuntauglicher Pistenbedingungen nach 19 Läufern abgebrochen, Ersatzrennen am 9. März in Flachau.            | Aufgrund rennuntauglicher Pistenbedingungen nach 19 Läufern abgebrochen, Ersatzrennen am 9. März in Flachau.            | Sebastian Foss Solevåg Kristoffer Jakobsen |
| 09.01.2022 | Adelboden (SUI)              | Johannes Strolz | Manuel Feller | Linus Straßer | Sebastian Foss Solevåg Kristoffer Jakobsen |
| 16.01.2022 | Wengen (SUI)                 | Lucas Braathen | Daniel Yule | Giuliano Razzoli | Sebastian Foss Solevåg                     |
| 22.01.2022 | Kitzbühel (AUT)              | Dave Ryding | Lucas Braathen | Henrik Kristoffersen | Lucas Braathen                             |
| 23.01.2022 | Kitzbühel (AUT)              | Aufgrund der Wettervorhersage auf den 22. Januar 2022 vorverlegt.                                                       | Aufgrund der Wettervorhersage auf den 22. Januar 2022 vorverlegt.                                                       | Aufgrund der Wettervorhersage auf den 22. Januar 2022 vorverlegt.                                                       | Lucas Braathen                             |
| 25.01.2022 | Schladming (AUT)             | Linus Straßer | Atle Lie McGrath | Manuel Feller | Lucas Braathen                             |
| 26.02.2022 | Garmisch-Partenkirchen (GER) | Henrik Kristoffersen | Loïc Meillard | Manuel Feller | Lucas Braathen                             |
| 27.02.2022 | Garmisch-Partenkirchen (GER) | Henrik Kristoffersen | Dave Ryding | Linus Straßer | Henrik Kristoffersen                       |
| 09.03.2022 | Flachau (AUT)                | Atle Lie McGrath | Clément Noël | Daniel Yule | Henrik Kristoffersen                       |
| 20.03.2022 | Méribel (FRA)                | Atle Lie McGrath | Henrik Kristoffersen | Manuel Feller | Henrik Kristoffersen                       |

### Parallelrennen
| Datum      | Ort             | 1. Platz             | 2. Platz         | 3. Platz         | Rotes Trikot         |
| ---------- | --------------- | -------------------- | ---------------- | ---------------- | -------------------- |
| 14.11.2021 | Lech-Zürs (AUT) | Christian Hirschbühl | Dominik Raschner | Atle Lie McGrath | Christian Hirschbühl |

### Gesamtweltcupführende
| Name                                | Von        | Ort               | Disziplin      | Bis          | Ort               | Disziplin      | Anzahl Rennen |
| ----------------------------------- | ---------- | ----------------- | -------------- | ------------ | ----------------- | -------------- | ------------- |
| Marco Odermatt                      | 24.10.2021 | Sölden (AUT)      | Riesenslalom   | 14.11.2021   | Lech-Zürs (AUT)   | Parallelrennen | 1             |
| Christian Hirschbühl Marco Odermatt | 14.11.2021 | Lech-Zürs (AUT)   | Parallelrennen | 27.11.2021   | Lake Louise (CAN) | Abfahrt        | 1             |
| Marco Odermatt                      | 27.11.2021 | Lake Louise (CAN) | Abfahrt        | Gesamtsieger | Gesamtsieger      | Gesamtsieger   | 35            |

## Podestplatzierungen Damen

### Abfahrt
| Datum      | Ort                          | 1. Platz         | 2. Platz                       | 3. Platz           | Rotes Trikot |
| ---------- | ---------------------------- | ---------------- | ------------------------------ | ------------------ | ------------ |
| 03.12.2021 | Lake Louise (CAN)            | Sofia Goggia     | Breezy Johnson                 | Mirjam Puchner     | Sofia Goggia |
| 04.12.2021 | Lake Louise (CAN)            | Sofia Goggia     | Breezy Johnson                 | Corinne Suter      | Sofia Goggia |
| 18.12.2021 | Val-d’Isère (FRA)            | Sofia Goggia     | Breezy Johnson                 | Mirjam Puchner     | Sofia Goggia |
| 15.01.2022 | Altenmarkt-Zauchensee (AUT)  | Lara Gut-Behrami | Kira Weidle                    | Ramona Siebenhofer | Sofia Goggia |
| 22.01.2022 | Cortina d’Ampezzo (ITA)      | Sofia Goggia     | Ramona Siebenhofer             | Ester Ledecká      | Sofia Goggia |
| 29.01.2022 | Garmisch-Partenkirchen (GER) | Corinne Suter    | Jasmine Flury                  | Cornelia Hütter    | Sofia Goggia |
| 26.02.2022 | Crans-Montana (SUI)          | Ester Ledecká    | Ragnhild Mowinckel             | Cornelia Hütter    | Sofia Goggia |
| 27.02.2022 | Crans-Montana (SUI)          | Priska Nufer     | Ester Ledecká                  | Sofia Goggia       | Sofia Goggia |
| 16.03.2022 | Courchevel (FRA)             | Mikaela Shiffrin | Christine Scheyer Joana Hählen |                    | Sofia Goggia |

### Super-G
| Datum      | Ort                          | 1. Platz                          | 2. Platz           | 3. Platz         | Rotes Trikot                  |
| ---------- | ---------------------------- | --------------------------------- | ------------------ | ---------------- | ----------------------------- |
| 05.12.2021 | Lake Louise (CAN)            | Sofia Goggia                      | Lara Gut-Behrami   | Mirjam Puchner   | Sofia Goggia                  |
| 11.12.2021 | St. Moritz (SUI)             | Lara Gut-Behrami                  | Sofia Goggia       | Mikaela Shiffrin | Sofia Goggia Lara Gut-Behrami |
| 12.12.2021 | St. Moritz (SUI)             | Federica Brignone                 | Elena Curtoni      | Mikaela Shiffrin | Sofia Goggia                  |
| 19.12.2021 | Val-d’Isère (FRA)            | Sofia Goggia                      | Ragnhild Mowinckel | Elena Curtoni    | Sofia Goggia                  |
| 16.01.2022 | Altenmarkt-Zauchensee (AUT)  | Federica Brignone                 | Corinne Suter      | Ariane Rädler    | Sofia Goggia                  |
| 23.01.2022 | Cortina d’Ampezzo (ITA)      | Elena Curtoni                     | Tamara Tippler     | Michelle Gisin   | Federica Brignone             |
| 30.01.2022 | Garmisch-Partenkirchen (GER) | Federica Brignone Cornelia Hütter |                    | Tamara Tippler   | Federica Brignone             |
| 05.03.2022 | Lenzerheide (SUI)            | Romane Miradoli                   | Mikaela Shiffrin   | Lara Gut-Behrami | Federica Brignone             |
| 17.03.2022 | Courchevel (FRA)             | Ragnhild Mowinckel                | Mikaela Shiffrin   | Michelle Gisin   | Federica Brignone             |

### Riesenslalom
| Datum      | Ort                 | 1. Platz | 2. Platz | 3. Platz | Rotes Trikot     |
| ---------- | ------------------- | --- | --- | --- | ---------------- |
| 23.10.2021 | Sölden (AUT)        | Mikaela Shiffrin                                                                                            | Lara Gut-Behrami                                                                                            | Petra Vlhová                                                                                                | Mikaela Shiffrin |
| 27.11.2021 | Killington (USA)    | Aufgrund starken Windes nach neun Läuferinnen abgebrochen. Ersatzrennen am 22. Dezember 2021 in Courchevel. | Aufgrund starken Windes nach neun Läuferinnen abgebrochen. Ersatzrennen am 22. Dezember 2021 in Courchevel. | Aufgrund starken Windes nach neun Läuferinnen abgebrochen. Ersatzrennen am 22. Dezember 2021 in Courchevel. | Mikaela Shiffrin |
| 21.12.2021 | Courchevel (FRA)    | Mikaela Shiffrin                                                                                            | Sara Hector                                                                                                 | Michelle Gisin                                                                                              | Mikaela Shiffrin |
| 22.12.2021 | Courchevel (FRA)    | Sara Hector                                                                                                 | Mikaela Shiffrin                                                                                            | Marta Bassino                                                                                               | Mikaela Shiffrin |
| 28.12.2021 | Lienz (AUT)         | Tessa Worley                                                                                                | Petra Vlhová                                                                                                | Sara Hector                                                                                                 | Mikaela Shiffrin |
| 08.01.2022 | Maribor (SLO)       | Aufgrund von Schneemangel nach Kranjska Gora verlegt.                                                       | Aufgrund von Schneemangel nach Kranjska Gora verlegt.                                                       | Aufgrund von Schneemangel nach Kranjska Gora verlegt.                                                       | Mikaela Shiffrin |
| 08.01.2022 | Kranjska Gora (SLO) | Sara Hector                                                                                                 | Tessa Worley                                                                                                | Marta Bassino                                                                                               | Sara Hector      |
| 25.01.2022 | Kronplatz (ITA)     | Sara Hector                                                                                                 | Petra Vlhová                                                                                                | Tessa Worley                                                                                                | Sara Hector      |
| 06.03.2022 | Lenzerheide (SUI)   | Tessa Worley                                                                                                | Federica Brignone                                                                                           | Sara Hector                                                                                                 | Sara Hector      |
| 11.03.2022 | Åre (SWE)           | Petra Vlhová                                                                                                | Marta Bassino                                                                                               | Mikaela Shiffrin                                                                                            | Sara Hector      |
| 20.03.2022 | Méribel (FRA)       | Federica Brignone                                                                                           | Marta Bassino                                                                                               | Petra Vlhová                                                                                                | Tessa Worley     |

### Slalom
| Datum      | Ort                 | 1. Platz                                                           | 2. Platz                                                           | 3. Platz                                                           | Rotes Trikot |
| ---------- | ------------------- | ------------------------------------------------------------------ | ------------------------------------------------------------------ | ------------------------------------------------------------------ | ------------ |
| 20.11.2021 | Levi (FIN)          | Petra Vlhová                                                       | Mikaela Shiffrin                                                   | Lena Dürr                                                          | Petra Vlhová |
| 21.11.2021 | Levi (FIN)          | Petra Vlhová                                                       | Mikaela Shiffrin                                                   | Lena Dürr                                                          | Petra Vlhová |
| 28.11.2021 | Killington (USA)    | Mikaela Shiffrin                                                   | Petra Vlhová                                                       | Wendy Holdener                                                     | Petra Vlhová |
| 29.12.2021 | Lienz (AUT)         | Petra Vlhová                                                       | Katharina Liensberger                                              | Michelle Gisin                                                     | Petra Vlhová |
| 04.01.2022 | Zagreb (CRO)        | Petra Vlhová                                                       | Mikaela Shiffrin                                                   | Katharina Liensberger                                              | Petra Vlhová |
| 09.01.2022 | Maribor (SLO)       | Aufgrund von Schneemangel nach Kranjska Gora verlegt.              | Aufgrund von Schneemangel nach Kranjska Gora verlegt.              | Aufgrund von Schneemangel nach Kranjska Gora verlegt.              | Petra Vlhová |
| 09.01.2022 | Kranjska Gora (SLO) | Petra Vlhová                                                       | Wendy Holdener                                                     | Anna Swenn-Larsson                                                 | Petra Vlhová |
| 11.01.2022 | Flachau (AUT)       | Aufgrund zu hoher COVID-19-Inzidenzzahlen nach Schladming verlegt. | Aufgrund zu hoher COVID-19-Inzidenzzahlen nach Schladming verlegt. | Aufgrund zu hoher COVID-19-Inzidenzzahlen nach Schladming verlegt. | Petra Vlhová |
| 11.01.2022 | Schladming (AUT)    | Mikaela Shiffrin                                                   | Petra Vlhová                                                       | Lena Dürr                                                          | Petra Vlhová |
| 12.03.2022 | Åre (SWE)           | Katharina Liensberger                                              | Mina Fürst Holtmann                                                | Michelle Gisin                                                     | Petra Vlhová |
| 19.03.2022 | Méribel (FRA)       | Andreja Slokar                                                     | Lena Dürr                                                          | Petra Vlhová                                                       | Petra Vlhová |

### Parallelrennen
| Datum      | Ort             | 1. Platz       | 2. Platz                | 3. Platz        | Rotes Trikot   |
| ---------- | --------------- | -------------- | ----------------------- | --------------- | -------------- |
| 13.11.2021 | Lech-Zürs (AUT) | Andreja Slokar | Thea Louise Stjernesund | Kristin Lysdahl | Andreja Slokar |

### Gesamtweltcupführende
| Name                          | Von        | Ort                 | Disziplin      | Bis            | Ort                 | Disziplin      | Anzahl Rennen |
| ----------------------------- | ---------- | ------------------- | -------------- | -------------- | ------------------- | -------------- | ------------- |
| Mikaela Shiffrin              | 23.10.2021 | Sölden (AUT)        | Riesenslalom   | 13.11.2021     | Lech-Zürs (AUT)     | Parallelrennen | 1             |
| Andreja Slokar                | 13.11.2021 | Lech-Zürs (AUT)     | Parallelrennen | 20.11.2021     | Levi (FIN)          | Slalom         | 1             |
| Mikaela Shiffrin              | 20.11.2021 | Levi (FIN)          | Slalom         | 21.11.2021     | Levi (FIN)          | Slalom         | 1             |
| Mikaela Shiffrin Petra Vlhová | 21.11.2021 | Levi (FIN)          | Slalom         | 28.11.2021     | Killington (USA)    | Slalom         | 1             |
| Mikaela Shiffrin              | 28.11.2021 | Killington (USA)    | Slalom         | 18.12.2021     | Val-d’Isère (FRA)   | Abfahrt        | 6             |
| Sofia Goggia                  | 18.12.2021 | Val-d’Isère (FRA)   | Abfahrt        | 21.12.2021     | Courchevel (FRA)    | Riesenslalom   | 2             |
| Mikaela Shiffrin              | 21.12.2021 | Courchevel (FRA)    | Riesenslalom   | 27.02.2022     | Crans-Montana (SUI) | Abfahrt        | 16            |
| Mikaela Shiffrin Petra Vlhová | 27.02.2022 | Crans-Montana (SUI) | Abfahrt        | 05.03.2022     | Lenzerheide (SUI)   | Super-G        | 1             |
| Mikaela Shiffrin              | 05.03.2022 | Lenzerheide (SUI)   | Super-G        | Gesamtsiegerin | Gesamtsiegerin      | Gesamtsiegerin | 8             |

## Podestplatzierungen Mixed
| Datum      | Ort           | 1. Platz                                                                  | 2. Platz                                                                         | 3. Platz                                                           |
| ---------- | ------------- | ------------------------------------------------------------------------- | -------------------------------------------------------------------------------- | ------------------------------------------------------------------ |
| 18.03.2022 | Méribel (FRA) | Schweiz Delphine Darbellay Livio Simonet Andrea Ellenberger Fadri Janutin | Österreich Ricarda Haaser Stefan Brennsteiner Katharina Truppe Patrick Feurstein | Deutschland Antonia Kremer Julian Rauchfuss Lena Dürr Fabian Gratz |

## Nationencup
| Rang | Land                    | Punkte |
| ---- | ----------------------- | ------ |
| 1    | Österreich              | 10667  |
| 2    | Schweiz                 | 10410  |
| 3    | Italien                 | 6511   |
| 4    | Norwegen                | 6074   |
| 5    | Frankreich              | 4194   |
| 6    | Vereinigte Staaten      | 3644   |
| 7    | Deutschland             | 2726   |
| 8    | Kanada                  | 2209   |
| 9    | Slowenien               | 1894   |
| 10   | Schweden                | 1385   |
| 11   | Slowakei                | 1337   |
| 12   | Kroatien                | 651    |
| 13   | Tschechien              | 567    |
| 14   | Vereinigtes Königreich  | 402    |
| 15   | Polen                   | 277    |
| 16   | Neuseeland              | 177    |
| 17   | Russland                | 176    |
| 18   | Bulgarien               | 159    |
| 19   | Spanien                 | 158    |
| 20   | Belgien                 | 86     |
| 21   | Japan                   | 52     |
| 22   | Finnland                | 30     |
| 23   | Bosnien und Herzegowina | 29     |
| 24   | Andorra                 | 14     |
| 25   | Belarus                 | 11     |
| 26   | Niederlande             | 6      |
| 27   | Litauen                 | 3      |

| Rang | Land                   | Punkte |
| ---- | ---------------------- | ------ |
| 1    | Schweiz                | 5705   |
| 2    | Österreich             | 5682   |
| 3    | Norwegen               | 4228   |
| 4    | Italien                | 2600   |
| 5    | Frankreich             | 2251   |
| 6    | Deutschland            | 1655   |
| 7    | Vereinigte Staaten     | 1376   |
| 8    | Kanada                 | 1184   |
| 9    | Slowenien              | 621    |
| 10   | Kroatien               | 455    |
| 11   | Vereinigtes Königreich | 314    |
| 12   | Schweden               | 214    |
| 13   | Bulgarien              | 159    |
| 14   | Spanien                | 158    |
| 15   | Russland               | 97     |
| 16   | Belgien                | 86     |
| 17   | Japan                  | 41     |
| 18   | Slowakei               | 28     |
| 19   | Andorra                | 14     |
| 20   | Litauen                | 3      |
| 20   | Niederlande            | 3      |
| 22   | Finnland               | 2      |

| Rang | Land                    | Punkte |
| ---- | ----------------------- | ------ |
| 1    | Österreich              | 4985   |
| 2    | Schweiz                 | 4705   |
| 3    | Italien                 | 3911   |
| 4    | Vereinigte Staaten      | 2268   |
| 5    | Frankreich              | 1943   |
| 6    | Norwegen                | 1846   |
| 7    | Slowakei                | 1309   |
| 8    | Slowenien               | 1273   |
| 9    | Schweden                | 1171   |
| 10   | Deutschland             | 1071   |
| 11   | Kanada                  | 1025   |
| 12   | Tschechien              | 567    |
| 13   | Polen                   | 277    |
| 14   | Kroatien                | 196    |
| 15   | Neuseeland              | 177    |
| 16   | Vereinigtes Königreich  | 88     |
| 17   | Russland                | 79     |
| 18   | Bosnien und Herzegowina | 29     |
| 19   | Finnland                | 28     |
| 20   | Belarus                 | 11     |
| 20   | Japan                   | 11     |
| 22   | Niederlande             | 3      |

## Karriereende
Herren
- Carlo Janka
- Nils Mani
- Kjetil Jansrud
- Manfred Mölgg
- Roberto Nani
- Nicolas Raffort
- Alex Leever
- Elias Kolega

Damen
- Charlotte Chable
- Luana Flütsch
- Carole Bissig
- Maruša Ferk Saioni
- Magdalena Fjällström
- Ida Dannewitz
- Kristina Riis-Johannessen
- Erin Mielzynski
- Andrea Komšić
- Tiffany Gauthier
- Stephanie Resch
- Francesca Marsaglia
- Roberta Midali
- Federica Sosio
- Verena Gasslitter
- Meike Pfister
- Núria Pau